# Heminodus
Heminodus is een geslacht van straalvinnige vissen uit de familie van pantserponen (Peristediidae).

## Soorten
- Heminodus japonicus Kamohara, 1952
- Heminodus philippinus Smith, 1917